# 涂亦含
涂亦含（2000年12月28日—）為臺灣男子籃球運動員，現效力於超級籃球聯賽裕隆集團，苗栗人，來自青年高中以及國立政治大學，2023年7月分別在P. LEAGUE+新人選秀會和T1聯盟新人選秀會落選，超級籃球聯賽新人選秀會第二輪獲得裕隆納智捷青睞，8月據TSNA報導與裕隆納智捷完成簽約。

## 外部連結
- 涂亦含在Eurobasket.com（球員）（英语）
- 涂亦含在Flashscore（英语）